# Vaticaanse lire
De Vaticaanse lire was tussen 1929 en 2002 de munteenheid van Vaticaanstad. In 2002 werd de Vaticaanse lire opgevolgd door de euro. De Vaticaanse munten werden geslagen in Rome en waren behalve in Vaticaanstad ook geldig in Italië en San Marino. Munten uit deze twee landen waren ook geldig in Vaticaanstad. Het land had geen eigen bankbiljetten; er werden bankbiljetten uit Italië gebruikt.

## Geschiedenis
De Kerkelijke Staat had tussen 1866 en 1870 zijn eigen munteenheid. In 1870 werd de Kerkelijke Staat onderdeel van Italië, waarmee ook deze lire ophield te bestaan. In 1929 werd het verdrag van Lateranen gesloten; dankzij dit verdrag werd de staat Vaticaanstad opgericht. Een van de gevolgen van dit verdrag was dat Vaticaanstad een eigen valuta mocht hebben. De Italiaanse lire, die dezelfde waarde heeft als de Vaticaanse lire, bleef echter wel een wettelijk betaalmiddel.

## Munten
In 1929 werden er koperen munten van 5 en 10 centesimi, nikkelen munten van 20 en 50 centesimi, 1 en 2 lire en zilveren munten van 5 en 10 lire geïntroduceerd. In 1939 werd koper vervangen door aluminiumbrons. In 1940 werd nikkel vervangen door roestvast staal. Tussen 1941 en 1943 werd de productie van de genoemde munten teruggebracht tot enkele duizenden stuks per jaar.
In 1947 voerde Vaticaanstad nieuwe aluminium munten in van 1, 2, 5 en 10 lire. De maten van deze munten werden teruggebracht in 1951. In 1955 werden er roestvaststalen munten van 50 en 100 lire geïntroduceerd, gevolgd door een aluminiumbronzen 20 lire in 1957 en een zilveren 500 lire in 1958. In 1977 werd gestopt met de productie van 1 en 2 lire en in 1978 met de productie van de 5 lire. In 1978 werd er een aluminiumbronzen munt van 200 lire geïntroduceerd, gevolgd door een bi-metalen 500 en 1000 lire in respectievelijk 1985 en 1997. De munten werden geslagen door het Istituto Poligrafico e Zecca dello Stato.